# Mormoiron
Mormoiron település Franciaországban, Vaucluse megyében. Lakosainak száma 1882 fő (2022. január 1.). Mormoiron Bédoin, Blauvac, Flassan, Mazan, Saint-Pierre-de-Vassols és Villes-sur-Auzon községekkel határos.

## Népesség
A település népességének változása:
| Lakosok száma | 1886 | 1892 | 1932 | 1873 | 1864 | 1864 | 1869 | 1879 | 1882 |
|               | 2013 | 2015 | 2016 | 2017 | 2018 | 2019 | 2020 | 2021 | 2022 |